# Joshua Leonard
Joshua Granville Leonard (ur. 17 czerwca 1975 w Houston) – amerykański aktor, scenarzysta, reżyser, znany głównie z roli w filmie fabularnym Blair Witch Project, za którą był nominowany do Blockbuster Entertainment Award.

## Filmografia
- 1999: Blair Witch Project jako Josh Leonard
- 2000: Ostatnia ofiara (Sacrifice) jako Jason
- 2001: Things Behind the Sun jako Todd
- 2002: Gang braci (Deuces Wild) jako Punchy
- 2002: Live from Baghdad jako Mark Biello
- 2003: Kasjerzy czy kasiarze? (Scorched) jako Rick Becker
- 2004: Larceny jako Nick
- 2004: Dom szaleńców (Madhouse) jako Clark Stevens
- 2006: Topór (Hatchet) jako Ainsley
- 2006: Na psa urok (The Shaggy Dog) jako Justin Forrester
- 2008: Bal maturalny jako Bellhop
- 2008: Quid pro quo jako ojciec Isaaca
- 2008: Mała wielka miłość (Expecting Love) jako Ian Everson
- 2009: Nakręć ze mną porno jako Andrew
- 2014: Miasteczko, które bało się zmierzchu jako zastępca szeryfa Foster
- 2019: Niepoczytalna jako David Strine